# Italian Swiss Colony (azienda)
Italian Swiss Colony è stata un'azienda e un marchio vinicolo statunitense del XIX e XX secolo. Con sede ad Asti, nella contea di Sonoma, in California, Italian Swiss Colony era un tempo il principale produttore di vino in California.

## Storia
Nel 1881, Andrea Sbarboro fondò una colonia agricola ad Asti (così chiamata dall'omonima città italiana), focalizzata principalmente sulla viticoltura. L'intento di Sbarboro era quello di avviare un'impresa redditizia che desse lavoro ai numerosi italiani emigrati a San Francisco (sebbene all'inizio vi fossero anche alcuni svizzeri di lingua italiana originari del canton Ticino, da cui la colonia prese il nome, divenne presto una colonia interamente italo-americana). Nel 1887, un crollo dei prezzi dell'uva costrinse l'azienda a costruire una cantina e ad avviare la produzione propria del vino.
Persone chiave in questi primi anni, oltre a Sbarboro, furono Charles Kohler, Paolo de Vecchi e Pietro Rossi. Rossi portò l'azienda a sviluppare proprie agenzie per vendere direttamente nei mercati orientali; subito dopo si iniziò a vendere il vino in Europa, Sud America e Asia. L'enorme cisterna del vino (con una capacità di 500 000 galloni americani o 1,9 megalitri) che Sbarboro aveva fatto costruire divenne un'attrazione turistica. Nel 1905 i vini vinsero medaglie in vari concorsi internazionali. Nel 1910 la società possedeva oltre 5 000 acri (2 000 ettari) in varie aziende nella Central Valley.
Con la crescita del movimento per la proibizione dell'alcol negli Stati Uniti, Sbarboro divenne uno dei principali portavoce del vino e della temperanza, ma visse fino a vedere l'inizio della proibizione il 16 gennaio 1920.

## Dopo il proibizionismo

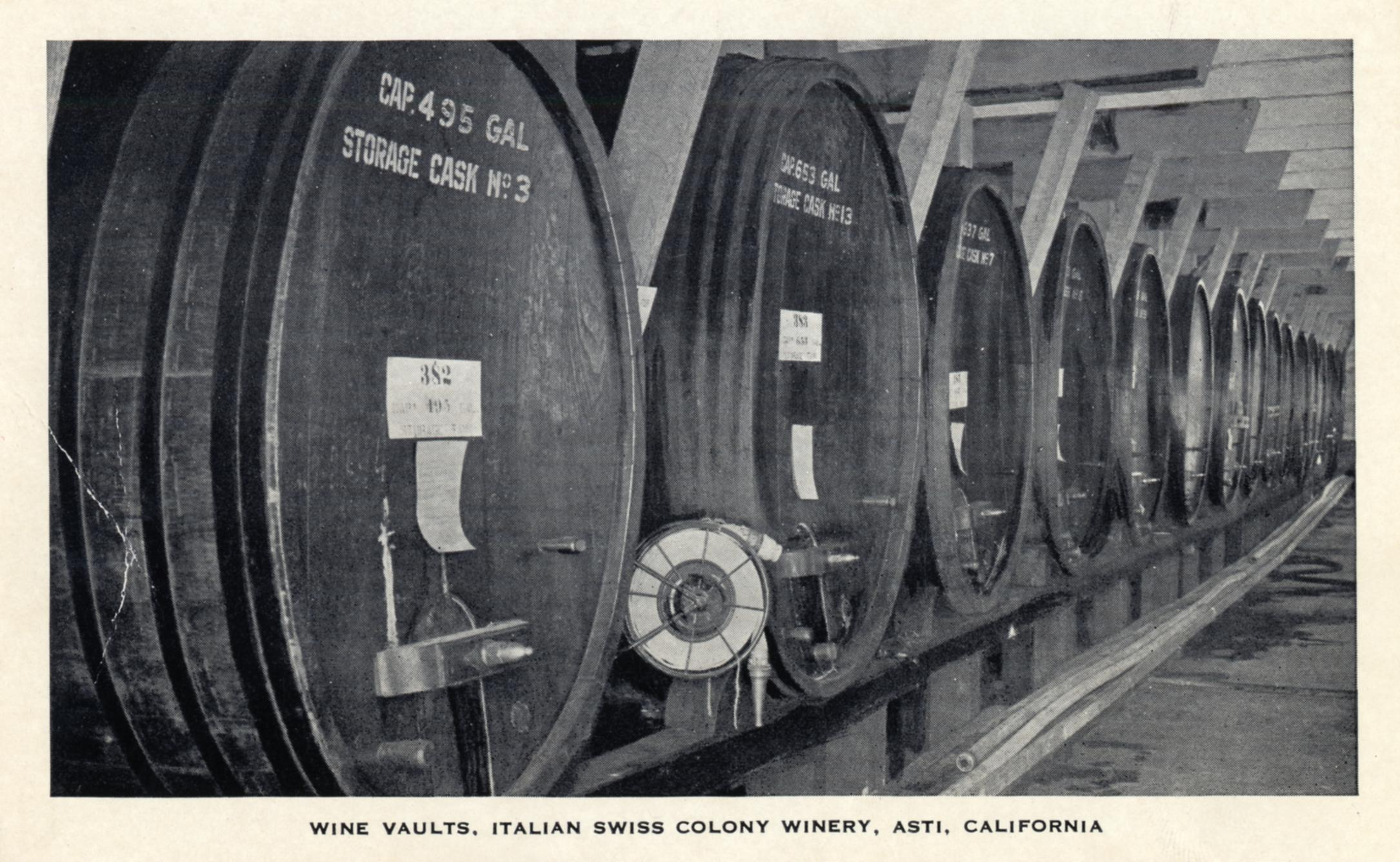
Cantine, 1940 circa

L'azienda Italian Swiss Colony (allora di proprietà di National Distillers) fu acquisita nel 1953 da Louis Petri di Petri Wine (fondata nel 1886). Petri guidò la crescita di Italian Swiss Colony come marchio per il mercato di massa; il vino veniva spedito in cisterne per essere imbottigliato a New York. Spot televisivi con Ludwig Stössel (doppiato da Jim Backus, musica di Bob Oates) con lo slogan "Il piccolo vecchio viticoltore - io!" apparivano regolarmente sulla televisione nazionale americana. Dean Martin e altri registrarono una canzone intitolata Little Old Wine Drinker Me ("Piccolo vecchio bevitore di vino", una parodia di quel verso).
L'azienda divenne successivamente parte della United Vintners (organizzata da Louis Petri e altri), poi fu venduta a Heublein nel 1969 e ancora venduta da Heublein ad Allied Growers. Nel 1987 l'azienda fu ribattezzata ISC Wines e il marchio da Italian Swiss Colony a Just Colony (ISC aveva anche altri marchi, inclusa l'etichetta di vino in brocca Petri). Nel 1987 Allied Growers vendette ISC Wines a Erly Industries, che la fuse con Sierra Wine Company in una nuova entità. Nel 2015 ciò che rimane dell'azienda, che ora opera sotto il nome di Asti Winery, vende vino con il marchio Souverain e possiede il sesto impianto di produzione di vino più grande d'America, è stato acquistato da E & J Gallo Winery dal suo proprietario, Treasury Wine, con sede in Australia.

## Nella cultura popolare
Nel film Grease durante un pigiama party le Pink Ladies bevono una bottiglia di Italian Swiss Colony e credono che sia importato.
Nello show televisivo The Sopranos, episodio 10 della quinta stagione, "Cold Cuts", lo zio Pat racconta la storia di come uno dei suoi lavoratori abbia messo una bottiglia di Swiss Colony su uno dei pali della recinzione.